# 脱朵儿
脱朵儿（？—1271年），元朝官员，蒙古人，曾经出使高丽。
他担任明威将军、都统领。至元三年（1266年），元朝在高丽设置理问所，至元五年（1268年）他奉命出使高丽，次年再次出使。不久，他担任王京达鲁花赤。为官公平，未尝枉法。护送高丽国王王禃回国。洪茶丘因为其父亲洪福源之死怨恨高丽，这时高丽人崇让计划刺杀达鲁花赤，事发被擒。洪茶丘让崇让说是高丽朝廷指使的，从而想要灭掉高丽国。蒙古人议事，以脱帽表示赞同，关于出兵高丽，只有脱朵儿不脱，将这件事查明。至元八年（1271年），脱朵儿得病去世，临终前高丽朝廷送药，脱朵儿怕他喝了高丽的药而死去，有人会怀疑是高丽人下毒，于是没有服用。去世后，高丽百姓非常伤痛。